# Hans van de Ven
Johannes ('Hans') van de Ven (Velsen, 1958) is een Nederlands sinoloog.
Van de Ven is gespecialiseerd in de 19e- en 20e-eeuwse geschiedenis van China. Hij studeerde Sinologie aan de Universiteit Leiden en moderne Chinese geschiedenis aan de Harvard-universiteit waar hij promoveerde.
Van de Ven is verbonden aan de Universiteit van Cambridge als hoogleraar in de Moderne Chinese Geschiedenis en voorzitter van de faculteit voor Midden-Oosten- en Aziatische studies. Tevens is hij lid van het managementcomité van het Oost-Azië Instituut en directeur Oriëntalistiek aan het St Catharine's College (Cambridge) te Cambridge. Daarnaast is hij History Link-Up Governor aan het Melbourn Village College in Cambridgeshire. Verder was hij gasthoogleraar aan de afdeling Geschiedenis van de Universiteit van Nanking en was een International Fellow aan het Hopkins-Nanking-centrum in 2005-6.